# Ifunanyachi Achara
Ifunanyachi Achara (Enugu, 28 settembre 1997) è un calciatore nigeriano, attaccante svincolato.

## Carriera
Nato in Nigeria, ha iniziato a giocare a calcio negli Stati Uniti nel settore giovanile del Chicago Magic SC. In seguito ha rappresentato l'Università di Georgetown con la squadra degli Hoyas, militando nel frattempo anche nel GPS Portland Phoenix e nel Black Rock, formazioni della USL League Two.
Il 9 gennaio 2020 è stato selezionato dal Toronto FC come 25ª scelta assoluta nell'MLS SuperDraft 2020. Il 21 febbraio successivo ha firmato il suo primo contratto da professionista con il club canadese. Ha esordito in MLS il 7 marzo, nell'incontro vinto 1-0 contro il New York City, segnando il gol decisivo.

## Statistiche

### Presenze e reti nei club
Statistiche aggiornate al 21 agosto 2022.
| Stagione          | Squadra              | Campionato        | Campionato | Campionato | Coppe nazionali | Coppe nazionali | Coppe nazionali | Coppe continentali | Coppe continentali | Coppe continentali | Altre coppe | Altre coppe | Altre coppe | Totale | Totale |
| Stagione          | Squadra              | Comp              | Pres       | Reti       | Comp            | Pres            | Reti            | Comp               | Pres               | Reti               | Comp        | Pres        | Reti        | Pres   | Reti   |
| ----------------- | -------------------- | ----------------- | ---------- | ---------- | --------------- | --------------- | --------------- | ------------------ | ------------------ | ------------------ | ----------- | ----------- | ----------- | ------ | ------ |
| 2016              | GPS Portland Phoenix | USL PDL           | 8          | 6          | USOC            | 0               | 0               |                    | -                  | -                  |             | -           | -           | 8      | 6      |
| 2018              | Black Rock           | USL PDL           | 9+1        | 8+0        |                 | -               | -               |                    | -                  | -                  |             | -           | -           | 10     | 8      |
| 2019              | Black Rock           | USL2              | 10         | 3          | USOC            | 1               | 0               |                    | -                  | -                  |             | -           | -           | 11     | 3      |
| Totale Black Rock | Totale Black Rock    | Totale Black Rock | 19+1       | 11+0       |                 | 1               | 0               |                    | -                  | -                  |             | -           | -           | 21     | 11     |
| 2020              | Toronto FC           | MLS               | 1          | 1          | CC              | 0               | 0               |                    | -                  | -                  |             | -           | -           | 1      | 1      |
| 2021              | Toronto FC           | MLS               | 14         | 2          | CC              | 3               | 1               | CCL                | 0                  | 0                  |             | -           | -           | 17     | 3      |
| 2022              | Toronto FC           | MLS               | 10         | 0          | CC              | 1               | 0               |                    | -                  | -                  |             | -           | -           | 11     | 0      |
| Totale carriera   | Totale carriera      | Totale carriera   | 52         | 20         |                 | 5               | 1               |                    | 0                  | 0                  |             | -           | -           | 57     | 21     |

## Palmarès

### Club

#### Competizioni nazionali
- Canadian Championship: 1

Toronto FC: 2020
- Lamar Hunt U.S. Open Cup: 1

Houston Dynamo: 2023